# Hang Seng Index
Il Hang Seng Index (abbreviato come HSI e cinese in 恒生指數) è un indice azionario della borsa di Hong Kong. È utilizzato per registrare e monitorare i cambiamenti giornalieri delle maggiori società del mercato azionario di Hong Kong ed è il principale indicatore della performance complessiva del mercato a Hong Kong. Le 50 società costituenti l'indice, rappresentano circa il 58% della capitalizzazione della borsa di Hong Kong.

## Storia
HSI è stato avviato il 24 novembre 1969 ed è attualmente compilato e gestito dalla Hang Seng Indexes Company Limited, una consociata interamente controllata da Hang Seng Bank, una delle maggiori banche registrate e quotate a Hong Kong in termini di capitalizzazione di mercato. È responsabile della compilazione, pubblicazione e gestione dell'indice Hang Seng e di una serie di altri indici azionari. L'Hang Seng, a sua volta, nonostante sia una società pubblica, è detenuto in maggioranza da un'altra istituzione finanziaria internazionale quotata HSBC.
Ho Sin Hang, presidente della Hang Seng Bank, ha concepito l'idea di creare l'indice Hang Seng come un "Dow Jones Index per Hong Kong". Insieme al direttore di Hang Seng Lee Quo-wei, commissionò a Hang Seng il capo della ricerca Stanley Kwan per creare l'indice, che debuttò il 24 novembre 1969.